# АБА плеј-оф 1976.
АБА плеј-оф 1976. године био је постсезонски турнир за сезону 1975/76. Америчке кошаркашке асоцијације. Турнир је завршен тако што су Њујорк нетси победили Денвер нагетсе четири напрема два у АБА финалу.
Ово је била последња сезона АБА лиге. Разлог томе је спајање АБА и НБА се које се догодило 17. јуна 1976. године. Тако је последња утакмица у историји АБА одиграна 13. маја 1976, када су Њујорк нетси победили Денвер нагетсе са 112–106 у Насау колосеуму у Јуниондејлу у Њујорку.
Пошто није било подела у регуларној сезони, у плеј-офу је учествовало пет тимова, у првој предсерији су играли четвртопласирани Кентаки колонелси и петопласирани Индијана пејсерси. Победник је била екипа која је прва стигла до две победе. Кентаки је победио у серији, 2 : 1.

## Квалификоване екипе
1. Денвер нагетси
2. Њујорк нетси
3. Сан Антонио спарси
4. Кентаки колонелси
5. Индијана пејсерси

## АБА плеј-оф 1976.
Џулијус Ирвинг из Њујорк нетса је био најкориснији играч АБА плеј-офа. Освојио је ту титулу претходно 1974. године и постао једини играч у историји АБА који је поновио као МВП плеј-офа лиге.
Дана 28. априла 1976. Кентаки колонелси су изгубили седму утакмицу у својој серији од Денвер нагетса. Овај пораз је означио последњу утакмицу за Колонелсе и последњу утакмицу за било који АБА тим који није ушао у НБА спајањем АБА и НБА.
Нагетси и Нетси су се састали у шампионској серији након што су остварили два најбоља рекорда регуларне сезоне у лиги. Победа Нетса над Нагетсима била је последњи пут да је професионални кошаркашки тим из околине Њујорка освојио титулу шампиона до финала ВНБА 2024. године, када је Њујорк либерти победио Минесота линксе у пет утакмица и освојио своју прву титулу.
Са својим поразом од 4-3 у мечу првог кола са Њујорк нетсима, Сан Антонио спарси су закључили свој АБА мандат, а да никада нису освојили ниједну АБА плеј-оф серију. Откако су се придружили НБА, Спарси су освојили укупно 5 титула НБА шампионата (почевши од победе из 1999. над осмим носиоцима Њујорк никсима током сезоне локаута пре него што су освојили још три у деценији 2000-их и последњи 2014. против Мајами хита) , чиме су постали први АБА тим који је освојио првенство у НБА лиги. Године 2023. Нагетси су постали последњи бивши АБА тим који је дошао у НБА финале (Пејсерси су остварили једно финале 2000, а тадашњи Њу Џерзи Нетси два 2002. и 2003. године, при чему су сва три меча шампионске серије завршила у пораз од Лос Анђелес лејкерса два пута и Спарса једном), иако су Нагетси на крају постали други АБА тим који је освојио НБА титулу са победом у серији од 5 утакмица над 8. носиоцем Мајами хитом у финалу НБА лиге 2023.

## Рачва плеј−офа
|  | Четвртфинале | Четвртфинале       | Четвртфинале |  |     | Полуфинале        | Полуфинале | Полуфинале |  |  | Финале | Финале         | Финале |  |  |
|  |              |                    |              |  |     |                   |            |            |  |  |        |                |        |  |  |
|  |              |                    |              |  |     |                   |            |            |  |  |        |                |        |  |  |
|  | #1           | Денвер нагетси     |              |  |     |                   |            |            |  |  |        |                |        |  |  |
|  |              |                    |              |  |     |                   |            |            |  |  |        |                |        |  |  |
|  |              |                    |              |  | # 1 | Денвер нагетси    | 4          |            |  |  |        |                |        |  |  |
|  |              |                    |              |  | # 4 | Кентаки колонелси | 3          |            |  |  |        |                |        |  |  |
|  | # 4          | Кентаки колонелси  | 2            |  |     |                   |            |            |  |  |        |                |        |  |  |
|  | # 5          | Индијана пејсерси  | 1            |  |     |                   |            |            |  |  |        |                |        |  |  |
|  |              |                    |              |  |     |                   |            |            |  |  | # 1    | Денвер нагетси | 2      |  |  |
|  |              |                    |              |  |     |                   |            |            |  |  | # 2    | Њујорк нетси   | 4      |  |  |
|  | #2           | Њујорк никси       |              |  |     |                   |            |            |  |  |        |                |        |  |  |
|  |              |                    |              |  |     |                   |            |            |  |  |        |                |        |  |  |
|  |              |                    |              |  | # 2 | Њујорк нетси      | 4          |            |  |  |        |                |        |  |  |
|  |              |                    |              |  | # 3 | Сан Антонио       | 3          |            |  |  |        |                |        |  |  |
|  | #3           | Сан Антонио спарси |              |  |     |                   |            |            |  |  |        |                |        |  |  |
|  |              |                    |              |  |     |                   |            |            |  |  |        |                |        |  |  |

## Прво коло: Кентаки колонелс и Индијана пејсерси
(1) Денвер нагетси, (2) Њујорк нетси, (3) Сан Антонио спарси су били слободни у четвртфиналу.
| 8. април | Извештај | Индијана пејсерси 109, Кентаки колонелси 120                           | Индијана пејсерси 109, Кентаки колонелси 120 | Индијана пејсерси 109, Кентаки колонелси 120       | Фридом хол, Луивил (Кентаки) Гледаоци: 3,288 |  |
| 8. април | Извештај | Четвртине: 20–41, 26–21, 31–31, 32–27                                  |                                              |                                                    | Фридом хол, Луивил (Кентаки) Гледаоци: 3,288 |  |
| 8. април | Извештај | Поени: Били Најт 43 Скокови: Дарнел Хилман 13 Асистенције: Д. Хилман 5 |                                              | Артис Гилмор 25 А. Гилмор 17 Аверит, Демпјер по 10 | Фридом хол, Луивил (Кентаки) Гледаоци: 3,288 |  |
| 8. април | Извештај | Кентаки је повео серију, 1–0                                           |                                              |                                                    | Фридом хол, Луивил (Кентаки) Гледаоци: 3,288 |  |

| 10. април | Извештај | Кентаки колонелси 95, Индијана пејсерси 109                          | Кентаки колонелси 95, Индијана пејсерси 109 | Кентаки колонелси 95, Индијана пејсерси 109     | Маркет свер арена, Индијанаполис Гледаоци: 5,850 |  |
| 10. април | Извештај | Четвртине: 25–23, 18–24, 29–30, 23–32                                |                                             |                                                 | Маркет свер арена, Индијанаполис Гледаоци: 5,850 |  |
| 10. април | Извештај | Поени: А. Гилмор 26 Скокови: Морис Лукас 14 Асистенције: Б. Аверит 6 |                                             | Б. Најт 28 Б. Најт, Д. Хилман по 11 Дон Бјус 12 | Маркет свер арена, Индијанаполис Гледаоци: 5,850 |  |
| 10. април | Извештај | Индијана је изједначила серију, 1–1                                  |                                             |                                                 | Маркет свер арена, Индијанаполис Гледаоци: 5,850 |  |

| 12. април | Извештај | Индијана пејсерси 99, Кентаки колонелси 100                           | Индијана пејсерси 99, Кентаки колонелси 100 | Индијана пејсерси 99, Кентаки колонелси 100    | Фридом хол, Луивил (Кентаки) Гледаоци: 5,267 |  |
| 12. април | Извештај | Четвртине: 11–26, 25–22, 35–22, 28–30                                 |                                             |                                                | Фридом хол, Луивил (Кентаки) Гледаоци: 5,267 |  |
| 12. април | Извештај | Поени: Б. Најт 30 Скокови: Б. Најт, Робиш по 9 Асистенције: Д. Бјус 9 |                                             | А. Гилмор 27 А. Гилмор 16 Јан ван Бреда Колф 6 | Фридом хол, Луивил (Кентаки) Гледаоци: 5,267 |  |
| 12. април | Извештај | Кентаки је победио серију са 2–1                                      |                                             |                                                | Фридом хол, Луивил (Кентаки) Гледаоци: 5,267 |  |

## Полуфинале

### (1)Денвер нагетсии (4)Кентаки колонелси
| 15. април | Извештај | Кентаки колонелси 107, Денвер нагетси 110                                   | Кентаки колонелси 107, Денвер нагетси 110 | Кентаки колонелси 107, Денвер нагетси 110 | Спортска арена Мекниколс, Денвер Гледаоци: 15.234 |  |
| 15. април | Извештај | Четвртине: 27–28, 31–30, 21–25, 28–27                                       |                                           |                                           | Спортска арена Мекниколс, Денвер Гледаоци: 15.234 |  |
| 15. април | Извештај | Поени: Лукас, Гилмор по 26 Скокови: А. Гилмор 19 Асистенције: Луи Демпјер 8 |                                           | Ралф Симпсон 24 Боби Џонс 9 Ден Ајсел 7   | Спортска арена Мекниколс, Денвер Гледаоци: 15.234 |  |
| 15. април | Извештај | Денвер је повео серију, 1–0                                                 |                                           |                                           | Спортска арена Мекниколс, Денвер Гледаоци: 15.234 |  |

| 17. април | Извештај | Кентаки колонелси 138, Денвер нагетси 110                             | Кентаки колонелси 138, Денвер нагетси 110 | Кентаки колонелси 138, Денвер нагетси 110 | Спортска арена Мекниколс, Денвер Гледаоци: 16.384 |  |
| 17. април | Извештај | Четвртине: 35–39, 34–28, 33–26, 36–26                                 |                                           |                                           | Спортска арена Мекниколс, Денвер Гледаоци: 16.384 |  |
| 17. април | Извештај | Поени: Л. Демпјер 26 Скокови: А. Гилмор 12 Асистенције: Бирд Аверит 9 |                                           | Ден Ајсел 24 Ден Ајсел 13 Чак Вилијамс 5  | Спортска арена Мекниколс, Денвер Гледаоци: 16.384 |  |
| 17. април | Извештај | Кентаки изједначио серију, 1–1                                        |                                           |                                           | Спортска арена Мекниколс, Денвер Гледаоци: 16.384 |  |

| 19. април | Извештај | Денвер нагетси 114, Кентаки колонелси 126                              | Денвер нагетси 114, Кентаки колонелси 126 | Денвер нагетси 114, Кентаки колонелси 126 | Фридом хол, Луивил (Кентаки) Гледаоци: 9.644 |  |
| 19. април | Извештај | Четвртине: 27–26, 25–29, 34–33, 28–38                                  |                                           |                                           | Фридом хол, Луивил (Кентаки) Гледаоци: 9.644 |  |
| 19. април | Извештај | Поени: Дејвид Томпсон 29 Скокови: Б. Џонс 10 Асистенције: Д. Томпсон 5 |                                           | Б. Аверит 40 А. Гилмор 16 Б. Аверит 7     | Фридом хол, Луивил (Кентаки) Гледаоци: 9.644 |  |
| 19. април | Извештај | Кентаки повео серију, 2–1                                              |                                           |                                           | Фридом хол, Луивил (Кентаки) Гледаоци: 9.644 |  |

| 21. април | Извештај | Денвер нагетси 108, Кентаки колонелси 106                       | Денвер нагетси 108, Кентаки колонелси 106 | Денвер нагетси 108, Кентаки колонелси 106 | Фридом хол, Луивил (Кентаки) Гледаоци: 11.444 |  |
| 21. април | Извештај | Четвртине: 26–35, 23–16, 29–25, 30–30                           |                                           |                                           | Фридом хол, Луивил (Кентаки) Гледаоци: 11.444 |  |
| 21. април | Извештај | Поени: Р. Симпсон 26 Скокови: Б. Џонс 18 Асистенције: Б. Џонс 5 |                                           | А. Гилмор 22 М. Лукас 19 Л. Дампјер 6     | Фридом хол, Луивил (Кентаки) Гледаоци: 11.444 |  |
| 21. април | Извештај | Денвер изједначио серију, 2–2                                   |                                           |                                           | Фридом хол, Луивил (Кентаки) Гледаоци: 11.444 |  |

| 22. април | Извештај | Кентаки колонелси 117, Денвер нагетси 127                            | Кентаки колонелси 117, Денвер нагетси 127 | Кентаки колонелси 117, Денвер нагетси 127 | Спортска арена Мекниколс, Денвер Гледаоци: 17.068 |  |
| 22. април | Извештај | Четвртине: 32–25, 26–29, 23–39, 36–34                                |                                           |                                           | Спортска арена Мекниколс, Денвер Гледаоци: 17.068 |  |
| 22. април | Извештај | Поени: А. Гилмор 26 Скокови: А. Гилмор 12 Асистенције: Л. Дампјер 14 |                                           | Д. Томпсон 34 Ден Ајсел 13 Р. Симпсон 6   | Спортска арена Мекниколс, Денвер Гледаоци: 17.068 |  |
| 22. април | Извештај | Денвер побвео серију 3–2                                             |                                           |                                           | Спортска арена Мекниколс, Денвер Гледаоци: 17.068 |  |

| 25. април | Извештај | Денвер нагетси 115, Кентаки колонелси 119                            | Денвер нагетси 115, Кентаки колонелси 119 | Денвер нагетси 115, Кентаки колонелси 119 | Фридом хол, Луивил (Кентаки) Гледаоци: 6.312 |  |
| 25. април | Извештај | Четвртине: 24–24, 27–31, 19–23, 27–19, Прод. 10–10, 8–12             |                                           |                                           | Фридом хол, Луивил (Кентаки) Гледаоци: 6.312 |  |
| 25. април | Извештај | Поени: Р. Симпсин 35 Скокови: Ден Ајсел 18 Асистенције: Р. Симпсон 6 |                                           | Б. Аверит 34 А. Гилмор 26 Л. Дампјер 11   | Фридом хол, Луивил (Кентаки) Гледаоци: 6.312 |  |
| 25. април | Извештај | Кентаки изједначио серију, 3–3                                       |                                           |                                           | Фридом хол, Луивил (Кентаки) Гледаоци: 6.312 |  |

Ово је била једина АБА постсезонска утакмица која је трајала два продужетка. То је уједно била и последња утакмица Колонелса одиграна у Кентакију.
| 28. април | Извештај | Кентаки колонелси 110, Денвер нагетси 133                           | Кентаки колонелси 110, Денвер нагетси 133 | Кентаки колонелси 110, Денвер нагетси 133 | Спортска арена Мекниколс, Денвер Гледаоци: 18.821 |  |
| 28. април | Извештај | Четвртине: 26–27, 30–30, 26–37, 28–39                               |                                           |                                           | Спортска арена Мекниколс, Денвер Гледаоци: 18.821 |  |
| 28. април | Извештај | Поени: М. Лукас] 23 Скокови: М. Лукас 15 Асистенције: Л. Дампјер 11 |                                           | Д. Томпсон 40 Ден Ајсел 12 Р. Симпсон 14  | Спортска арена Мекниколс, Денвер Гледаоци: 18.821 |  |
| 28. април | Извештај | Денвер је освојио серију са резултатом 4–3                          |                                           |                                           | Спортска арена Мекниколс, Денвер Гледаоци: 18.821 |  |

### (2)Њујорк нетсии (3)Сан Антонио спарси
| 9. април | Извештај | Сан Антонио спарси 101, Њујорк нетси 116                                | Сан Антонио спарси 101, Њујорк нетси 116 | Сан Антонио спарси 101, Њујорк нетси 116   | Насау колосеум, Јуниондејл (Њујорк) Гледаоци: 8,221 |  |
| 9. април | Извештај | Четвртине: 18–33, 32–37, 28–27, 23–19                                   |                                          |                                            | Насау колосеум, Јуниондејл (Њујорк) Гледаоци: 8,221 |  |
| 9. април | Извештај | Поени: Џорџ Гервин 30 Скокови: Полц, Гејл по 7 Асистенције: Џорџ Карл 4 |                                          | Џулијус Ирвинг 31 Басет 14 Брајан Тејлор 4 | Насау колосеум, Јуниондејл (Њујорк) Гледаоци: 8,221 |  |
| 9. април | Извештај | Њујорк је повео серију, 1–0                                             |                                          |                                            | Насау колосеум, Јуниондејл (Њујорк) Гледаоци: 8,221 |  |

| 11. април | Извештај | Сан Антонио спарси 105, Њујорк нетси 79                              | Сан Антонио спарси 105, Њујорк нетси 79 | Сан Антонио спарси 105, Њујорк нетси 79                                     | Насау колосеум, Јуниондејл (Њујорк) Гледаоци: 5.769 |  |
| 11. април | Извештај | Четвртине: 20–23, 29–16, 26–21, 30–19                                |                                         |                                                                             | Насау колосеум, Јуниондејл (Њујорк) Гледаоци: 5.769 |  |
| 11. април | Извештај | Поени: Лари Кенон 30 Скокови: Били Полц 18 Асистенције: Мајк Гејл 13 |                                         | Џ. Ирвинг 27 А. Скинер, Т. Басет, Хјуз по 10 Џ. Ирвинг, Џонс, А.Скинер по 3 | Насау колосеум, Јуниондејл (Њујорк) Гледаоци: 5.769 |  |
| 11. април | Извештај | Сан Антонио је изједначио серију, 1–1                                |                                         |                                                                             | Насау колосеум, Јуниондејл (Њујорк) Гледаоци: 5.769 |  |

| 14. април | Извештај | Њујорк нетси 103, Сан Антонио спарси 111                           | Њујорк нетси 103, Сан Антонио спарси 111 | Њујорк нетси 103, Сан Антонио спарси 111 | Хемисфер арена, Сан Антонио Гледаоци: 10.009 |  |
| 14. април | Извештај | Четвртине: 31–21, 22–27, 20–27, 30–36                              |                                          |                                          | Хемисфер арена, Сан Антонио Гледаоци: 10.009 |  |
| 14. април | Извештај | Поени: Џ. Ирвинг 31 Скокови: Џ. Ирвинг 10 Асистенције: Џ. Ирвинг 8 |                                          | Л. Кенон 28 Л. Кенон 16 М. Гејл 11       | Хемисфер арена, Сан Антонио Гледаоци: 10.009 |  |
| 14. април | Извештај | Сан Антонио је повео серију, 2–1                                   |                                          |                                          | Хемисфер арена, Сан Антонио Гледаоци: 10.009 |  |

| 18. април | Извештај | Њујорк нетси 110, Сан Антонио спарси 108                         | Њујорк нетси 110, Сан Антонио спарси 108 | Њујорк нетси 110, Сан Антонио спарси 108      | Хемисфер арена, Сан Антонио Гледаоци: 9.277 |  |
| 18. април | Извештај | Четвртине: 24–25, 28–35, 28–28, 30–20                            |                                          |                                               | Хемисфер арена, Сан Антонио Гледаоци: 9.277 |  |
| 18. април | Извештај | Поени: Џ. Ирвинг 35 Скокови: Џ. Ирвинг 14 Асистенције: К. Хјуз 7 |                                          | Б. Полц, Џ. Ирвинг по 28 Б. Полц 12 Б. Полц 5 | Хемисфер арена, Сан Антонио Гледаоци: 9.277 |  |
| 18. април | Извештај | Њујорк је изједначио серију, 2–2                                 |                                          |                                               | Хемисфер арена, Сан Антонио Гледаоци: 9.277 |  |

| 19. април | Извештај | Сан Антонио спарси 108, Њујорк нетси 110                       | Сан Антонио спарси 108, Њујорк нетси 110 | Сан Антонио спарси 108, Њујорк нетси 110 | Насау колосеум, Јуниондејл (Њујорк) Гледаоци: 11.321 |  |
| 19. април | Извештај | Четвртине: 33–27, 24–30, 26–28, 25–25                          |                                          |                                          | Насау колосеум, Јуниондејл (Њујорк) Гледаоци: 11.321 |  |
| 19. април | Извештај | Поени: Л. Кенон 27 Скокови: Л. Кенон 12 Асистенције: М. Гејл 8 |                                          | Џ. Ирвинг 32 Т. Басет 12 Џ. Ирвинг 6     | Насау колосеум, Јуниондејл (Њујорк) Гледаоци: 11.321 |  |
| 19. април | Извештај | Њујорк је повео серију 3–2                                     |                                          |                                          | Насау колосеум, Јуниондејл (Њујорк) Гледаоци: 11.321 |  |

| 21. април | Извештај | Њујорк нетси 105, Сан Антонио спарси 106                          | Њујорк нетси 105, Сан Антонио спарси 106 | Њујорк нетси 105, Сан Антонио спарси 106       | Хемисфер арена, Сан Антонио Гледаоци: 10.484 |  |
| 21. април | Извештај | Четвртине: 27–29, 21–23, 27–29, 30–25                             |                                          |                                                | Хемисфер арена, Сан Антонио Гледаоци: 10.484 |  |
| 21. април | Извештај | Поени: Џ. Ирвинг 41 Скокови: Т. Басет 15 Асистенције: Б. Тејлор 6 |                                          | Џ. Ирвинг 37 Л. Кенон 18 М. Гејл, Б. Полц по 5 | Хемисфер арена, Сан Антонио Гледаоци: 10.484 |  |
| 21. април | Извештај | Сан Антонио је изједначио серију, 3–3                             |                                          |                                                | Хемисфер арена, Сан Антонио Гледаоци: 10.484 |  |

| 24. април | Извештај | Сан Антонио спарси 114, Њујорк нетси 121                         | Сан Антонио спарси 114, Њујорк нетси 121 | Сан Антонио спарси 114, Њујорк нетси 121 | Насау колосеум, Јуниондејл (Њујорк) Гледаоци: 15.934 |  |
| 24. април | Извештај | Четвртине: 22–24, 31–31, 28–29, 33–37                            |                                          |                                          | Насау колосеум, Јуниондејл (Њујорк) Гледаоци: 15.934 |  |
| 24. април | Извештај | Поени: Џ. Ирвинг 31 Скокови: Л. Кенон 11 Асистенције: М. Гејл] 6 |                                          | Џ. Ирвинг 28 Џ. Ирвинг 18 Џ. Ирвинг 8    | Насау колосеум, Јуниондејл (Њујорк) Гледаоци: 15.934 |  |
| 24. април | Извештај | Њујорк је победио у серији са 4–3                                |                                          |                                          | Насау колосеум, Јуниондејл (Њујорк) Гледаоци: 15.934 |  |

## АБА финале: Њујорк нетси и Денвер нагетси
| 1. мај | Извештај | Њујорк нетси 120, Денвер нагетси 118                                        | Њујорк нетси 120, Денвер нагетси 118 | Њујорк нетси 120, Денвер нагетси 118               | Спортска арена Мекниколс, Денвер Гледаоци: 19.034 |  |
| 1. мај | Извештај | Четвртине: 32–31, 26–27, 32–26, 30–34                                       |                                      |                                                    | Спортска арена Мекниколс, Денвер Гледаоци: 19.034 |  |
| 1. мај | Извештај | Поени: Џулијус Ирвинг 45 Скокови: Џ. Ирвинг 12 Асистенције: Брајан Тејлор 5 |                                      | Дејвид Томпсон 30 Марвин Вебстер 18 Ралф Симпсон 9 | Спортска арена Мекниколс, Денвер Гледаоци: 19.034 |  |
| 1. мај | Извештај | Њујорк је повео серију, 1–0                                                 |                                      |                                                    | Спортска арена Мекниколс, Денвер Гледаоци: 19.034 |  |

| 4. мај | Извештај | Њујорк нетси 121, Денвер нагетси 127                               | Њујорк нетси 121, Денвер нагетси 127 | Њујорк нетси 121, Денвер нагетси 127    | Спортска арена Мекниколс, Денвер Гледаоци: 19.107 |  |
| 4. мај | Извештај | Четвртине: 25–29, 25–22, 31–34, 40–42                              |                                      |                                         | Спортска арена Мекниколс, Денвер Гледаоци: 19.107 |  |
| 4. мај | Извештај | Поени: Џ. Ирвинг 48 Скокови: Џ. Ирвинг 14 Асистенције: Џ. Ирвинг 8 |                                      | Р. Симпсон 25 Ден Ајсел 14 Р. Симпсон 9 | Спортска арена Мекниколс, Денвер Гледаоци: 19.107 |  |
| 4. мај | Извештај | Денвер је изједначио серију, 1–1                                   |                                      |                                         | Спортска арена Мекниколс, Денвер Гледаоци: 19.107 |  |

| 6. мај | Извештај | Денвер нагетси 111, Њујорк нетси 117                                  | Денвер нагетси 111, Њујорк нетси 117 | Денвер нагетси 111, Њујорк нетси 117  | Насау колосеум, Јуниондејл (Њујорк) Гледаоци: 12,243 |  |
| 6. мај | Извештај | Четвртине: 26–25, 21–25, 32–29, 32–38                                 |                                      |                                       | Насау колосеум, Јуниондејл (Њујорк) Гледаоци: 12,243 |  |
| 6. мај | Извештај | Поени: Д. Томпсон 32 Скокови: Д. Ајзел 13 Асистенције: Чак Вилијамс 5 |                                      | Џ. Ирвинг 31 Тим Басет 12 Џ. Ирвинг 4 | Насау колосеум, Јуниондејл (Њујорк) Гледаоци: 12,243 |  |
| 6. мај | Извештај | Њујорк је повео серију, 2–1                                           |                                      |                                       | Насау колосеум, Јуниондејл (Њујорк) Гледаоци: 12,243 |  |

| 8. мај | Извештај | Денвер нагетси 112, Њујорк нетси 121                              | Денвер нагетси 112, Њујорк нетси 121 | Денвер нагетси 112, Њујорк нетси 121  | Насау колосеум, Јуниондејл (Њујорк) Гледаоци: 15.934 |  |
| 8. мај | Извештај | Четвртине: 34–29, 23–32, 25–28, 30–32                             |                                      |                                       | Насау колосеум, Јуниондејл (Њујорк) Гледаоци: 15.934 |  |
| 8. мај | Извештај | Поени: Д. Ајзел 26 Скокови: Д. Ајзел 15 Асистенције: Д. Томпсон 5 |                                      | Џ. Ирвинг 34 Џ. Ирвинг 15 Џ. Ирвинг 6 | Насау колосеум, Јуниондејл (Њујорк) Гледаоци: 15.934 |  |
| 8. мај | Извештај | Њујорк је повечао предност у серији, 3–1                          |                                      |                                       | Насау колосеум, Јуниондејл (Њујорк) Гледаоци: 15.934 |  |

| 11. мај | Извештај | Њујорк нетси 110, Денвер нагетси 118                               | Њујорк нетси 110, Денвер нагетси 118 | Њујорк нетси 110, Денвер нагетси 118    | Спортска арена Мекниколс, Денвер Гледаоци: 18.881 |  |
| 11. мај | Извештај | Четвртине: 31–27, 22–20, 20–42, 37–29                              |                                      |                                         | Спортска арена Мекниколс, Денвер Гледаоци: 18.881 |  |
| 11. мај | Извештај | Поени: Џ. Ирвинг 37 Скокови: Џ. Ирвинг 15 Асистенције: Џ. Ирвинг 5 |                                      | Р. Симпсон 21 Д. Ајсел 11 Ч. Вилијамс 5 | Спортска арена Мекниколс, Денвер Гледаоци: 18.881 |  |
| 11. мај | Извештај | Денвер је смањио разлику у серији, 3–2                             |                                      |                                         | Спортска арена Мекниколс, Денвер Гледаоци: 18.881 |  |

| 13. мај | Извештај | Денвер нагетси 106, Њујорк нетси 112                                  | Денвер нагетси 106, Њујорк нетси 112 | Денвер нагетси 106, Њујорк нетси 112  | Насау колосеум, Јуниондејл (Њујорк) Гледаоци: 15.934 |  |
| 13. мај | Извештај | Четвртине: 28–23, 30–22, 34–33, 14–34                                 |                                      |                                       | Насау колосеум, Јуниондејл (Њујорк) Гледаоци: 15.934 |  |
| 13. мај | Извештај | Поени: Д. Томпсон 42 Скокови: Д. Ајсел 20 Асистенције: Тоу, Џонс по 5 |                                      | Џ. Ирвинг 31 Џ. Ирвинг 19 Џ. Ирвинг 5 | Насау колосеум, Јуниондејл (Њујорк) Гледаоци: 15.934 |  |
| 13. мај | Извештај | Њујорк је победио у серији са 4–2                                     |                                      |                                       | Насау колосеум, Јуниондејл (Њујорк) Гледаоци: 15.934 |  |

У својој шестој финалној утакмици Њујорк је губио са 22 поена крајем треће четвртине пре него што је кренуо у серију са пресингом по целом терену под називом „Жуто” од стране главног тренера Кевина Луерија. Нетси су се вратили у игру и победили, скоком Џона Вилијамсона за мање од три минута до краја, што је донело Њујорку вођство од 106–104 које су задржали и победили у последњој АБА утакмици икада одиграној. До 2024. године, то је последње првенство за франшизу. Нетси нису стигли до другог финала првенства било које врсте до 2002. док Нагетси нису стигли до финала до 2023. године. Са својим претходним шампионатом 1974, Кевин Лугхери је постао други АБА тренер који је освојио више шампионата као тренер, придруживши се Бобију Леонарду.
Њујорк је добио 95.000 долара (25.000 долара за друго место и 70.000 долара за плеј-оф), док је Денвер добио 81.000 долара. Шампионски трофеј који је додељен Нетсима био је исти сребрни трофеј који су освојили 1974. године, пошто је нова сребрна посуда од 800 долара која је планирана да буде представљена шампиону украдена од комесара лиге Дејва ДеБушера претходне недеље.
Денвер је имао три члана свог тима који су ушли у Нејсмит кошаркашку кућу славних: Дена Ајсела (1993), Дејвида Томпсона (1996) и Бобија Џонса (2019), заједно са њиховим главним тренером Леријем Брауном (2002), док је Њујорк имао Џулијуса Иррвинг који је уведен 1993. године.
| Шампиони АБА лиге за 1976. |
| -------------------------- |
| Њујорк нетси 2. титула     |